# Hạt của Hungary
Hungary được phân chia hành chính thành 19 hạt (vármegyék, số ít: vármegye) và thành phố thủ đô (főváros) Budapest. Các hạt được chia tiếp thành 174 khu (járások, số ít: járás). Thủ đô Budapest được  chia thành 23 khu (kerületek, số ít: kerület).
Có 25 thành phố có thẩm quyền cấp hạt (megyei jogú városok, số ít: megyei jogú város), đôi khi được gọi là hạt đô thị. Chính quyền địa phương của các đô thị này có quyền hạn mở rộng nhưng chúng không phải là đơn vị lãnh thổ độc lập.

## Danh sách hạt
| Hạt                    | Huy hiệu | Thủ phủ              | Diện tích (km²) | Dân số (2019) | Mật độ dân số (người/km², 2019) | Bản đồ                                             | Số khu | Số khu tự quản |
| ---------------------- | -------- | -------------------- | --------------- | ------------- | ------------------------------- | -------------------------------------------------- | ------ | -------------- |
| Baranya                |          | Pécs                 | 4429,60         | 360.704       | 81                              | Bản đồ Hungary thể hiện hạt Baranya                | 10     | 301            |
| Bács-Kiskun            |          | Kecskemét            | 8444,89         | 503.825       | 60                              | Bản đồ Hungary thể hiện hạt Bács-Kiskun            | 11     | 119            |
| Békés                  |          | Békéscsaba           | 5629,71         | 334.264       | 59                              | Bản đồ Hungary thể hiện hạt Békés                  | 9      | 75             |
| Borsod-Abaúj-Zemplén   |          | Miskolc              | 7247,19         | 642.447       | 89                              | Bản đồ Hungary thể hiện hạt Borsod-Abaúj-Zemplén   | 16     | 358            |
| Budapest               |          | Khu tự quản Budapest | 525,14          | 1.752.286     | 3337                            | Bản đồ Hungary thể hiện Budapest                   | 23     | –              |
| Csongrád-Csanád        |          | Szeged               | 4262,79         | 399.012       | 94                              | Bản đồ Hungary thể hiện hạt Csongrád               | 7      | 60             |
| Fejér                  |          | Székesfehérvár       | 4358.48         | 417,712       | 96                              | Bản đồ Hungary thể hiện hạt Fejér                  | 8      | 108            |
| Győr-Moson-Sopron      |          | Győr                 | 4207.79         | 467,144       | 111                             | Bản đồ Hungary thể hiện hạt Győr-Moson-Sopron      | 7      | 183            |
| Hajdú-Bihar            |          | Debrecen             | 6210,39         | 527.989       | 85                              | Bản đồ Hungary thể hiện hạt Hajdú-Bihar            | 10     | 82             |
| Heves                  |          | Eger                 | 3.637,17        | 294.609       | 81                              | Bản đồ Hungary thể hiện hạt Heves                  | 7      | 121            |
| Jász-Nagykun-Szolnok   |          | Szolnok              | 5.581,63        | 370.007       | 66                              | Bản đồ Hungary thể hiện hạt Jász-Nagykun-Szolnok   | 9      | 78             |
| Komárom-Esztergom      |          | Tatabánya            | 2.264,35        | 299.207       | 132                             | Bản đồ Hungary thể hiện hạt Komárom-Esztergom      | 6      | 76             |
| Nógrád                 |          | Salgótarján          | 2.544,48        | 189.304       | 74                              | Bản đồ Hungary thể hiện hạt Nógrád                 | 6      | 131            |
| Pest                   |          | Budapest             | 6.391,18        | 1.278.874     | 200                             | Bản đồ Hungary thể hiện hạt Pest                   | 18     | 187            |
| Somogy                 |          | Kaposvár             | 6.065,06        | 301.429       | 50                              | Bản đồ Hungary thể hiện hạt Somogy                 | 8      | 245            |
| Szabolcs-Szatmár-Bereg |          | Nyíregyháza          | 5.935,92        | 552.964       | 93                              | Bản đồ Hungary thể hiện hạt Szabolcs-Szatmár-Bereg | 13     | 229            |
| Tolna                  |          | Szekszárd            | 3.703,20        | 217.463       | 59                              | Bản đồ Hungary thể hiện hạt Tolna                  | 6      | 109            |
| Vas                    |          | Szombathely          | 3.336,11        | 253.551       | 76                              | Bản đồ Hungary thể hiện hạt Vas                    | 7      | 216            |
| Veszprém               |          | Veszprém             | 4.463,64        | 341.317       | 76                              | Bản đồ Hungary thể hiện hạt Veszprém               | 10     | 217            |
| Zala                   |          | Zalaegerszeg         | 3.783,84        | 268.648       | 71                              | Bản đồ Hungary thể hiện hạt Zala                   | 6      | 258            |
|                        |          |                      |                 |               |                                 |                                                    |        |                |
| Hungary                |          | Budapest             | 93.023          | 9.772.756     | 105                             | Bản đồ Hungary                                     | 174    | 3176           |

Có bảy thị trấn có quyền cấp hạt ngoài việc là thủ phủ của hạt:
- Baja (hạt Bács-Kiskun)
- Dunaújváros (hạt Fejér)
- Esztergom (Komárom-Esztergom)
- Érd (hạt Pest county)
- Hódmezővásárhely (hạt Csongrád-Csanád)
- Nagykanizsa (hạt Zala)
- Sopron (hạt Győr-Moson-Sopron)

### Mã vùng
| County                 | ISO 3166-2 | NUTS  | Mã điện thoại              | Mã bưu chính                                                          |
| ---------------------- | ---------- | ----- | -------------------------- | --------------------------------------------------------------------- |
| Baranya                | HU-BA      | HU231 | 69, 72, 73                 | 73xx, 75xx – 79xx                                                     |
| Bács-Kiskun            | HU-BK      | HU331 | 76, 77, 78, 79             | 60xx – 65xx                                                           |
| Békés                  | HU-BE      | HU332 | 66, 68                     | 55xx – 59xx                                                           |
| Borsod-Abaúj-Zemplén   | HU-BZ      | HU311 | 46, 47, 48, 49             | 34xx – 39xx                                                           |
| Budapest               | HU-BU      | HU101 | 1                          | 1xxx                                                                  |
| Csongrád-Csanád        | HU-CS      | HU333 | 62, 63                     | 66xx – 69xx                                                           |
| Fejér                  | HU-FE      | HU211 | 22, 25                     | 206x, 209x, 24xx, 700x – 701x, 7041, 80xx, 811x – 815x                |
| Győr-Moson-Sopron      | HU-GS      | HU221 | 96, 99                     | 90xx – 94xx                                                           |
| Hajdú-Bihar            | HU-HB      | HU321 | 52, 54                     | 40xx – 422x, 4241 – 4243, 425x – 429x                                 |
| Heves                  | HU-HE      | HU312 | 36, 37                     | 300x – 304x, 32xx – 33xx                                              |
| Jász-Nagykun-Szolnok   | HU-JN      | HU322 | 56, 57, 59                 | 50xx – 54xx                                                           |
| Komárom-Esztergom      | HU-KE      | HU212 | 33, 34                     | 2027 – 2028, 2067, 25xx, 28xx – 29xx                                  |
| Nógrád                 | HU-NO      | HU313 | 32, 35                     | 2175 – 2179, 2610, 2611, 2616 – 2619, 264x – 269x, 304x – 31xx        |
| Pest                   | HU-PE      | HU102 | 23, 24, 26, 27, 28, 29, 53 | 20xx – 23xx, 2440, 2461, 260x – 263x, 2680 – 2683, 27xx               |
| Somogy                 | HU-SO      | HU232 | 82, 84, 85                 | 7253 – 729x, 74xx – 75xx, 7918, 7977 – 7979, 86xx – 873x, 884x – 885x |
| Szabolcs-Szatmár-Bereg | HU-SZ      | HU323 | 42, 44, 45                 | 423x, 4244 – 4246, 4267, 43xx – 49xx                                  |
| Tolna                  | HU-TO      | HU233 | 74, 75                     | 702x – 7252, 7352 – 7361                                              |
| Vas                    | HU-VA      | HU222 | 94, 95                     | 95xx – 99xx                                                           |
| Veszprém               | HU-VE      | HU213 | 87, 88, 89                 | 810x, 816x – 819x, 830x – 8352, 84xx – 85xx                           |
| Zala                   | HU-ZA      | HU223 | 83, 92, 93                 | 8353 – 839x, 874x – 879x, 880x – 883x, 8855, 8856, 886x – 889x, 89xx  |